# Димитрије Коканов
Димитрије Коканов (Београд, 1986) српски је драматург и сценариста.

## Биографија
Студирао је филозофију на Филозофском факултету у Београду, дипломирао драматургију на Академији уметности у Београду. Интердисциплинарне мастер студије теорије уметности и медија завршио на Универзитету Уметности у Београду. Тренутно је студент научних докторских студија Теорије драмске уметности, медија и културе на Факултету драмских уметности у Београду.
Стални је драматург Атељеа 212.
Победио је на конкурсима „Слободан Стојановић” и „Зоран Радмиловић” за оригиналне драмске текстове, драмама Летачи (2009) и Вилинска Прашина (2011). Драма Летачи изведена на Радију Београд. Јавно су му читане драме Вилинска прашина и Ја нисам Ворен Бити. Као драматург сарађивао на више представа у Србији.

## Награде
- Награда „Борислав Михајловић Михиз”, 2017.[3]
- Стеријина награда за текст савремене драме, за драму Кретање, 2020.[2][4]

## Дела
Филм и ТВ
- Све је више ствари које долазе, кратки играни филм, сценариста, 2015.[5]
- Никог нема, кратки играни филм, сценариста, 2017.[5]
- Сумњива лица, сценариста, 2017.[5]
- Јутро ће променити све, сценариста, 2018.[5]

Позориште
- Летачи, 2009.[1]
- Вилинска Прашина, 2011.[1]
- И сваки пут као да је први, 2018.[6]
- Кретање,, Битеф театар, 2020.[7]
- Боли Коло[1][8]
- Ја нисам Ворен Бити[1]
- Мит о комбајну[1]
- Лоунли планет-туристичка тура кроз дис(у)топију (2019/20)
- The Fliers[1]
- Лепа Брена проџект[9]
- To Feel or Not To Feel[10]

Драматург
- Лисистрата (2018/19): драматург[11]
- Натан Мудри (2018/19): драматург[11]
- Гетсимански врт (2018/19): драматург[11]
- Стварање човека (2018/19): драматург[11]
- И сваки пут као да је први (2017/18): драматург[11]
- Клошмерл (2017/18): драматург[11]
- Клошмерл (2017/18): аутор адаптације, прераде, обраде дела[11]
- Пет живота претужног Милутина (2017/18): драматург[11]
- Осећај браде (2017/18): драматург[11]
- Урнебесна Тама (2017/18): драматург[11]
- Режим љубави (2017/18): драматург[11]
- Деца радости (2016/17): драматург[11]
- Љубав, љубав, љубав (2016/17): драматург[11]
- Моја ти (2016/17): драматург[11]
- Детроит (2016/17): драматург[11]
- Босоноги у парку (2015/16): аутор драматизације[11]
- Лолита (2015/16): аутор драматизације[11]
- Кабаре Нушић (2013/14): драматург[11]
- Кабаре Нушић (2013/14): аутор адаптације, прераде, обраде дела[11]
- Мистер Долар (2013/14): аутор адаптације, прераде, обраде дела[11]
- Мистер Долар (2013/14): драматург[11]
- Ливада пуна таме (2019/20): драматург[11]
- Дебела (2019/20): драматург[11]
- Лепа Брена проџект (2019/20): драматург[11]
- Тестирано на људима (2019/20): драматург[11]
- Бели бубрези (2019/20): драматург[11]
- Мој муж (2021): драматург[12]